# Réserve du Champ sauvage
La Réserve du Champ sauvage (russe : Дикое поле, Dikoe pole) est une réserve naturelle, faunistique et paysagère russe. Elle est située près de Toula, dans l'oblast de Toula, à environ 250 km au sud de Moscou. Elle s'étend sur 500 hectares.
Elle a été créée en 2012 par les scientifiques russes Sergueï Zimov et son fils Nikita Zimov et fait écho au parc du Pléistocène, situé dans le Nord-Est de la Sibérie. Ce dernier n'est pas accessible à la plupart des russes, car très isolé (aucune route ni train n'y conduisent, et les visiteurs pour des raisons de sécurité y sont interdits en hiver). Au contraire, la réserve du Champ sauvage est proche d'une route fédérale et d'une gare ferroviaire.
Contrairement au parc du Pléistocène, l'objectif principal de cette réserve naturelle n'est pas la recherche scientifique, mais la sensibilisation à l'environnement pour le grand-public qui peut y découvrir à quoi ressemblait un écosystème steppique avant l'Holocène (hormis qu'elle ne contient pas certaines espèces éteintes telles que le mammouth laineux ou le rhinocéros laineux).

## Dénomination
Le nom russe Дикое Поле (Dikoye Polye) signifie « Champ sauvage » ou « Désert ». C'est l'une des anciennes dénominations de la steppe pontique dans les documents polono-lituaniens du XVIe au XVIIIe siècle.

## Présentation
La réserve est à présent principalement peuplée par des chevaux, moutons, cerfs, antilopes saïga et bovins.

## Superficie
La réserve s'étendra sur 500 hectares, mais elle a d'abord été clôturée sur 150 hectares puis peuplée d'animaux.
En 2017, l'enclos a été étendu à 280 hectares, et il devait être porté à 500 hectares en 2018-2019.
Les plans prévoient d'accroitre la superficie de la réserve au rythme de l'augmentation de la population de grands animaux.

## Objectifs
Ils découlent de ceux du parc du Pléistocène. Ce dernier est un vaste espace, également clôturé, et également créé par le chercheur Sergueï Zimov, et depuis repris par son fils Nikita, pour y reconstituer un écosystème stable de type Steppe pléistocène à Mammouths.
Selon les travaux scientifiques et les premières expérimentations de ses fondateurs, ce type de réensauvagement pourrait permettre, au moins pour quelques décennies supplémentaires, de limiter le réchauffement (et donc la fonte) du pergélisol. S'il fait ses preuves, ce sera aussi un modèle réplicable dans d'autres régions de pergélisol dans le monde.
Les Zimov estiment que pour sauver le permafrost (et le climat) il faut urgemment restaurer un paysage de type steppe à mammouths sur toutes les zones de pergélisol inhabitées de l'hémisphère nord. Ceci implique d'y réintroduire des millions de grands herbivores, ainsi que des grands carnivores pour en contrôler et assainir les populations (des ours y sont déjà présents).
Pour rendre un tel projet acceptable, les porteurs scientifiques de ce projet doivent notamment convaincre la communauté de la cohérence scientifique du projet, ce qui a été fait par divers articles publiés dans de grandes revues scientifiques. Il leur faut également convaincre que restaurer ce type de milieu est possible à un coût raisonnable. Il faut enfin convaincre que faire reculer la forêt (taïga) et la toundra moussue qui occupe aujourd'hui ces espaces, au profit d'une steppe herbeuse qui n'existe plus là depuis environ 11 700 ans, présente plus de bénéfices que d'inconvénients pour le climat comme pour la biodiversité.
Convaincre le public qu'il faut ici faire reculer la forêt est difficile, car l'arbre est devenu à la fois, 1) un symbole universel des dégâts du réchauffement et des excès de l'anthropisation, et 2) un symbole des moyens de se protéger du réchauffement climatique et de la régression de la biodiversité. Or depuis quelques décennies, la Sibérie est confrontée à un nombre accru d'incendies et de mégafeux de forêts qui ont détruit jusqu'à trois millions d'hectares de forêt par an (2019). En outre, de violentes inondations touchent également la Sibérie. Elles sont souvent attribuées à une déforestation anarchique et excessive, notamment dans les bas de bassins versants qui se dénudent et ne peuvent plus retenir l'eau, ce qui provoque des inondations puis des sécheresses aggravées en cas de canicule.

## Animaux
De 2012 à 2015, les espèces introduites dans la réserve ont été :
- des Chevaux bachkir (une souche d'Equus ferus caballus, issue d'un troupeau sauvage vivant au sud des montagnes de l'Oural ;
- des Altaï maral ou Altaï wapiti (Cervus canadensis sibiricus) ;
- des Mouton Edilbaevskaya (une souche d'Ovis orientalis aries) ;
- des Chevreuils (Capreolus) ;
- des Bovins kalmouks (une souche de Bos primigenius taurus) ;
- des Yaks domestiques (Bos mutus grunniens), à la fois sans cornes et avec cornes.

En avril 2015, la réserve naturelle comptait ainsi environ 150 grands herbivores.
En 2016, plusieurs sangliers (Sus scrofa) et une femelle d'orignal sont spontanément entrés dans la réserve, via des entrées spéciales, à sens unique, installées dans les clôtures.
Quelques hybrides de jeunes sangliers-porcs domestiques (Sus scrofa × domesticus) ont été achetés pour être relâchés à maturité.
En 2017, y ont été ajoutés : quatre rennes (Rangifer tarandus) et 73 caprins (race de Capra hircus).
Une harde de 20 bisons des plaines (Bison bison bison) devant être livrée en mars 2014 par la True Nature Foundation, une organisation européenne de restauration écologique et de réensauvagement, a du être importée avec retard en raison d'une interdiction générale d'importer du bétail de pays touchés par le virus de Schmallenberg.
Un groupe test de chameaux (Camelus) a également été introduit.
D'autres projets prévoient l'introduction de bisons, d'antilopes saïga, de vautours, de marmottes bobak et de spermophiles tachetés.